# Miguel Salguero
Miguel Zúñiga Díaz, conocido artísticamente como  Miguel Salguero (Guaitil, Acosta, 1 de julio de 1933 - San Juan de Dios, Desamparados, 21 de marzo de 2018) fue un escritor, locutor, actor, compositor, periodista, productor de televisión, cronista, político, cineasta y fotógrafo costarricense. También fue heladero, policía, pulpero (comerciante) y agricultor.

## Biografía
A los 14 años participó en la guerra civil que cambió al país. Estudió hasta cuarto grado de la escuela y luego abandonó los estudios. En 1961 empieza a escribir pequeñas columnas para el periódico La Nación sobre el país y su gente. Al año siguiente comienza a publicar en el mismo diario el suplemento La vida en Tiquicia. A los 23 años se casa con T. López. En 1964 en Teletica abre su primer espacio televisivo, Mi galera, que dedica al costumbrismo, su tendencia maestra. 
Escribió numerosos libros, algunos de corte investigativo pero sobre todo literarios y principalmente de corte costumbrista. En 1976 comenzó a editar su revista Gente y paisajes. Ese mismo año presentó en canal 6 el exitoso espacio El fogón de Doña Chinda donde trabajó con personajes tan queridos por los costarricenses como Lencho Salazar, Emeterio Viales y María Mayela Padilla. Otro espacio televisivo costumbrista que dirigió fue La Familia Mena Mora, también en Canal 6. 
También filmó numerosas películas y documentales como el drama Un regalo de navidad y La apuesta, la filmación de un viaje a Limón en la época en la que no había carretera, tarea que resultaba sumamente trabajosa. También colaboró en la producción La Negrita, el Milagro de Nuestra Señora de los Ángeles de 1985.  Fue director del Sistema Nacional de Radio y Televisión. Se casó siete veces y tuvo 13 hijos. Sus últimas dos esposas fueron María Mayela Padilla y la cantante de música infantil Vera Patricia. En 1994 se funda el partido Fuerza Democrática del que es su primer candidato presidencial. La agrupación popularmente conocida como el Naranjazo obtuvo dos diputados. Posteriormente deja el tema de la política y sería sucedido en la candidatura de dicho partido por el historiador y profesor Vladimir de la Cruz.